# 67 del Serpentari
67 del Serpentari (67 Ophiuchi) és un estel de magnitud aparent +3,97 situada a la constel·lació del Serpentari. Formava part de la constel·lació de Taurus Poniatovii, avui desapareguda, on era l'estel més brillant. S'hi troba a una distància aproximada de 1.420 anys llum del sistema solar.
67 del Serpentari és un supergegant blau de tipus espectral B5Ib amb una temperatura superficial de 13.180 K. Considerant l'absorció deguda a la pols interestel·lar i la radiació emesa com a llum ultraviolada, 67 Ophiuchi brilla amb una lluminositat 12,100 vegades major que la lluminositat solar. Amb un diàmetre 21 vegades més gran que el del Sol, té una massa unes 9 vegades major que la massa solar. Aquest últim valor la situa en el límit entre els estels que finalitzen la seva vida com un nan blanc massiu i els que esclaten en forma de supernova. Amb una edat de 26 milions d'anys, actualment es troba en un estat de transició evolucionant cap a un supergegant vermell de grandària molt major. És un estel lleugerament variable —la seva lluentor varia un 0,5 %— amb un curt període de 2,3 dies.
Fins a quatre estels diferents —denominats B, C, D i E— apareixen en la bibliografia com a possibles acompanyants de 67 del Serpentari. No obstant això, sembla que cap d'ells és una company real. D'altra banda, 67 Ophiuchi forma part del cúmul obert Collinder 359, de qui l'edat estimada —60 milions d'anys— no és consistent amb l'edat de l'estel; és possible que Collinder 359 siga, més que un cúmul, una associació estel·lar, caracteritzada per una unió gravitacional entre estels més feble.